# فيين العليا (إقليم فرنسي)
فيين العليا (بالفرنسية: Haute-Vienne) هو إقليم فرنسي يقع في منطقة أقطانية الجديدة. أخذ اسمه من نهر فيين الذي يمر عبره من الشرق إلى الغرب. عاصمة الإقليم وأكبر مدنه هي ليموج. يحمل الإقليم الرقم 87 حسب تصنيفات المعهد الوطني للإحصاء والدراسات الاقتصادية والبريد الفرنسي.
تقع فيين العليا عند تقاطع محاور الاتصال التاريخية بين باريس وتولوز (شمال - جنوب) والمحيط الأطلسي والماسيف سنترال (غرب - شرق). يتميز الإقليم بكونه جزءًا من منطقة الأوكسيتانية تاريخياً وثقافياً، حيث يحتل الجزء الغربي من مقاطعة ليموزين القديمة التي كانت تشمل أيضًا أجزاء من الأقسام الحالية ل كروز و كوريز.

## جغرافيا

### الموقع
تعد منطقة فيين العليا جزءًا من منطقة أقطانية الجديدة، وكانت سابقًا وتاريخيًا جزءًا من منطقتي ليموزين ولا مارش. تحدها ستة أقاليم: كروز (عاصمتها غيري) في الشرق، وكوريز (عاصمتها تول) في الجنوب الشرقي، ودوردوني (عاصمتها بيريغو) في الجنوب الغربي، وشارنت (عاصمتها أنغوليم) في الغرب، وفيين (عاصمتها بواتييه) في الشمال الغربي، وإندر (عاصمتها شاتورو) في الشمال.
يجري في المنطقة نهران رئيسيان يعبرانها من الشرق إلى الغرب: نهر فيين، الذي يحمل نفس اسم المنطقة ويروي المدينتين الرئيسيتين، ليموج وسانت جونيان، ونهر جارتيمب، وهو رافد غير مباشر لنهر فيين عبر كروز، في الشمال.
تقع المنطقة على الحافة الشمالية الغربية من الكتلة الوسطى، لذا يتراوح ارتفاعها بين 122 مترًا في وادي جارتيمب وحوالي 800 متر بالقرب من بحيرة فاسيفيير، في الجبال. أعلى نقطة في المنطقة هي بوي لاغارد بارتفاع 795 مترًا. أقل مركز بلدية ارتفاعًا هو سايلا سور فيين (162 مترًا) والأعلى هو بومون دو لاك (633 مترًا).

المناظر الطبيعية في فيين العليا:
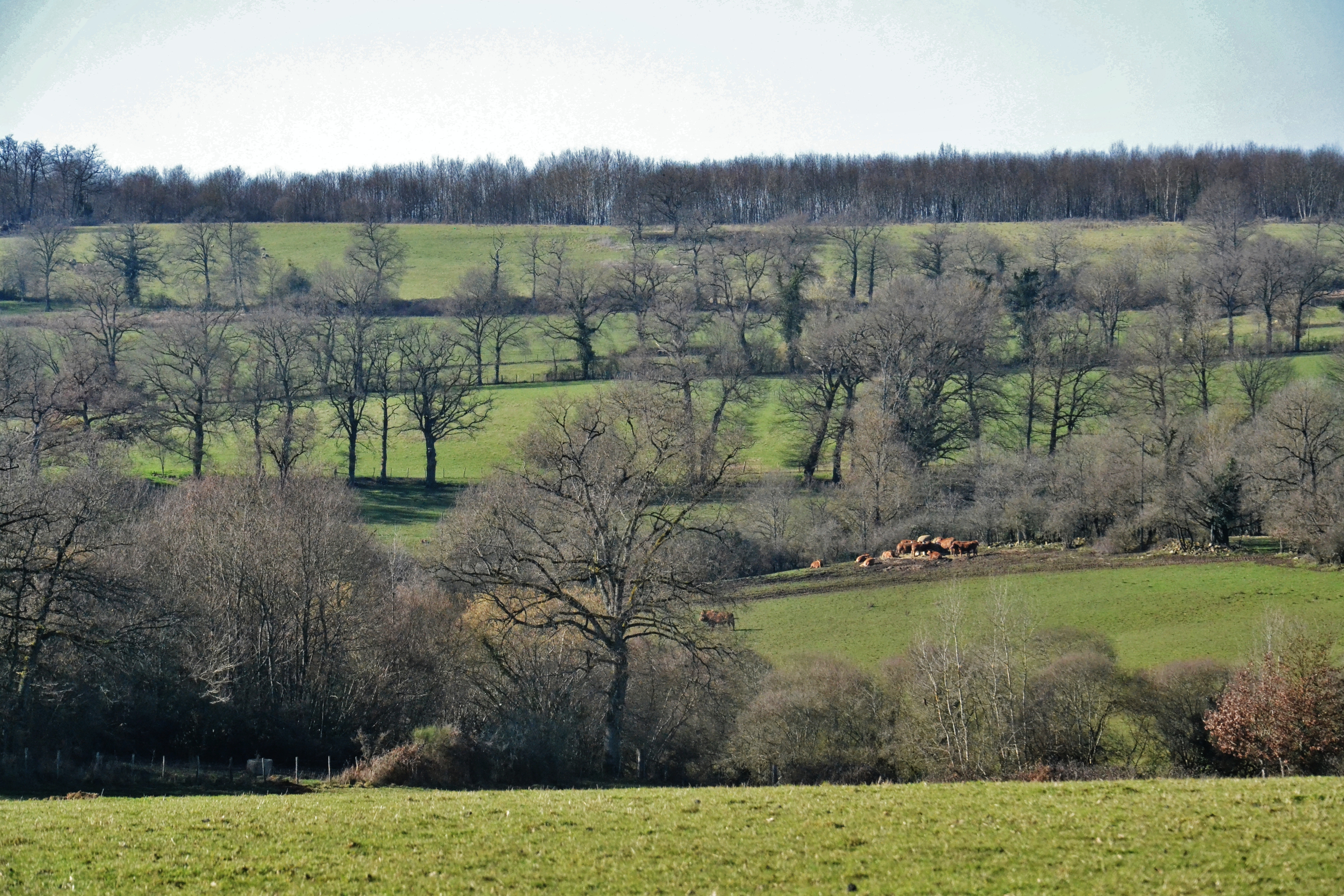
منظر طبيعي بالقرب من سولينياك.
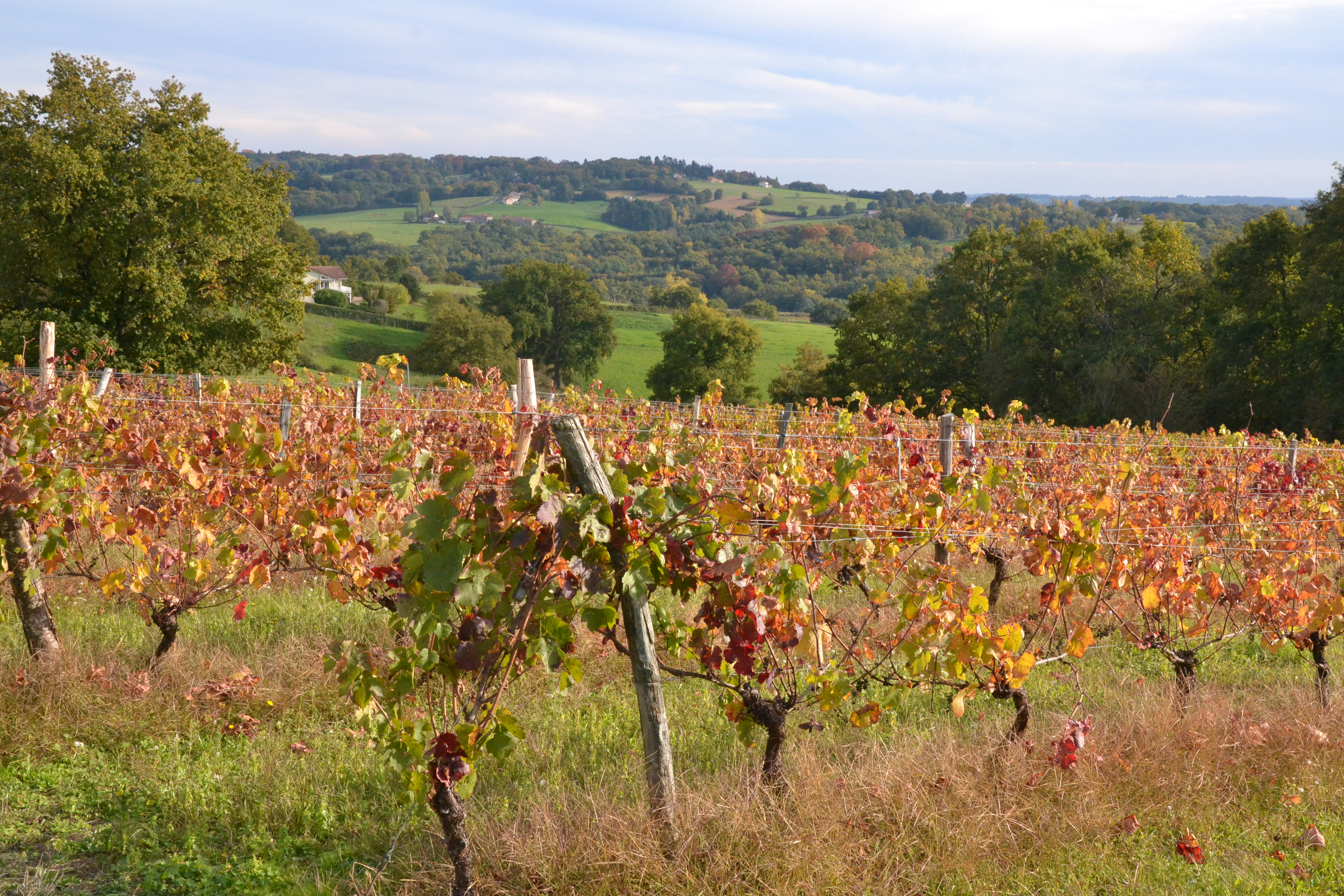
منظر لمزرعة كروم Verneuil-sur-Vienne.
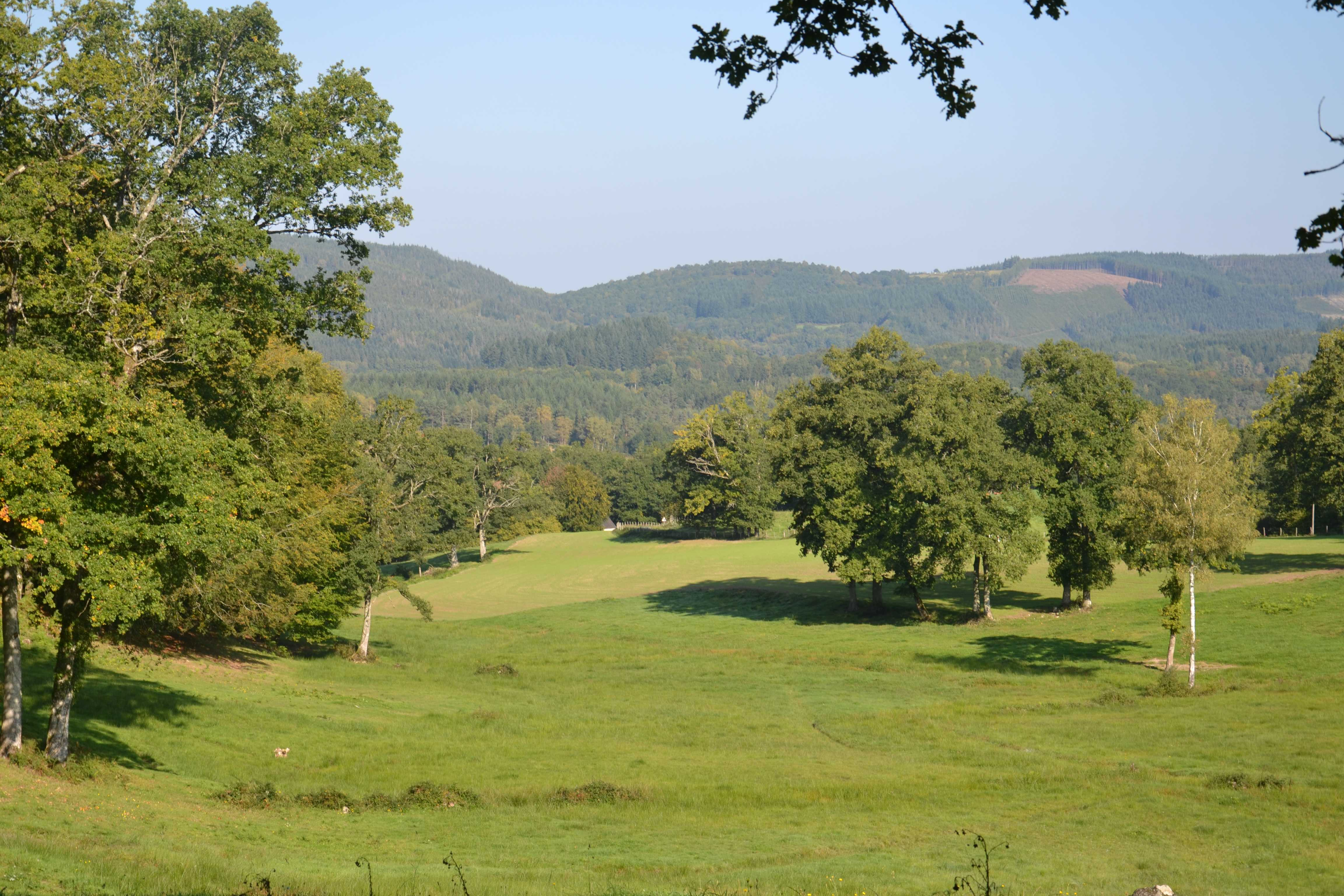
ريمبنات، إلى الجنوب الشرقي.
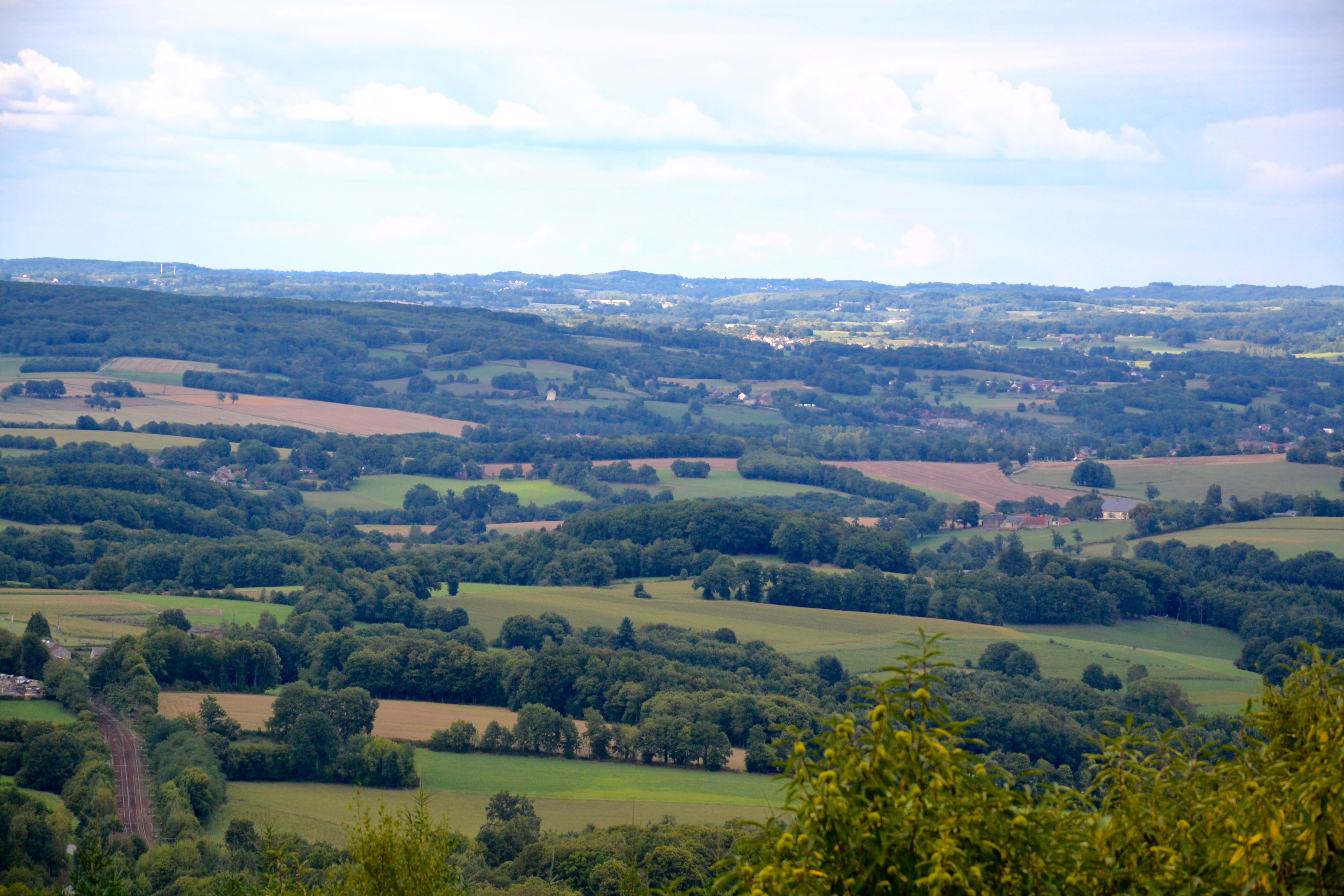
هضبة لا سوتيرين، في الشمال.

تمتلك منطقة فيين العليا 149996 هكتارًا من الغابات، مما يشكل نسبة تغطية غابية تبلغ 29.6%. تأتي هذه المنطقة في المرتبة الأخيرة إقليميًا، حيث تتمتع منطقة كوريز بنسبة تغطية غابية تزيد عن 45%، وتغطي الغابات 29.8% من منطقة كروز. يوجد في المنطقة ما يقرب من 7000 كيلومتر من المجاري المائية.

### المساحات الطبيعية
تعد الكيانات الجغرافية التي تشكل منطقة فيين العليا أقل تميزًا من تلك الموجودة في منطقة كوريز المجاورة، ولكن المناظر الطبيعية تختلف وتنقسم إلى أربعة أقسام رئيسية.
1. باس مارش:
  - تحتل الثلث الشمالي من الإقليم، وتتمركز حول وادي جارتيمب، وتحدها من الجنوب جبال بلوند، منطقة سانت باردو، وجبال أمبازاك.
  - تُعتبر المنطقة الأكثر تسطحًا في الإقليم، حيث يتراوح ارتفاعها بين 120 و300 متر.
  - تجمع حوالي 40,000 نسمة.
  - المدن الرئيسية: بيلّاك، مانيك لافال، لو دورا، شاتوبونساك.
2. وادي فيين الأوسط:
  - يقع في مجرى النهر بعد التقائه بنهر توريو، ويشمل المناطق المحيطة ووديان الروافد الرئيسية مثل أورانس وغلاين على الضفة اليمنى، وبريانسي، إكسيتي، وجور على الضفة اليسرى.
  - تتركز في هذه المنطقة معظم السكان (حوالي 250,000 نسمة) والمدن.
  - يتراوح ارتفاعها بين 150 و400 متر.
  - المدن الرئيسية: ليموج، سانت-جونيان، روشوشوار، إكس-سور-فيين، نيكسون، بيير-بوفير.
3. هضبة ليموزين:
  - تمتد على نصف الجنوبي للإقليم، على الضفة اليسرى لنهر فيين.
  - تتميز بتضاريس متموجة قليلًا، متقطعة ببعض الوديان البارزة (بريانسي، ليجور).
  - يتراوح ارتفاعها بين 250 و450 متر.
  - المنطقة مرصعة بكتل صغيرة من التلال متوسطة الارتفاع، مثل جبال شالوس وجبال فايات التي تتجاوز ارتفاعها 500 متر.
  - تجمع حوالي 55,000 نسمة.
  - المدن الرئيسية (من الجنوب الغربي إلى الشرق): شالوس، سانت-يريي-لا-بيرش، شاتونوف-لا-فوريت، سانت-ليونارد-دو-نوبلات، بيسين-سور-جارتيمب.
4. الجبال:خريطة هيدروغرافية لفيين العليا.

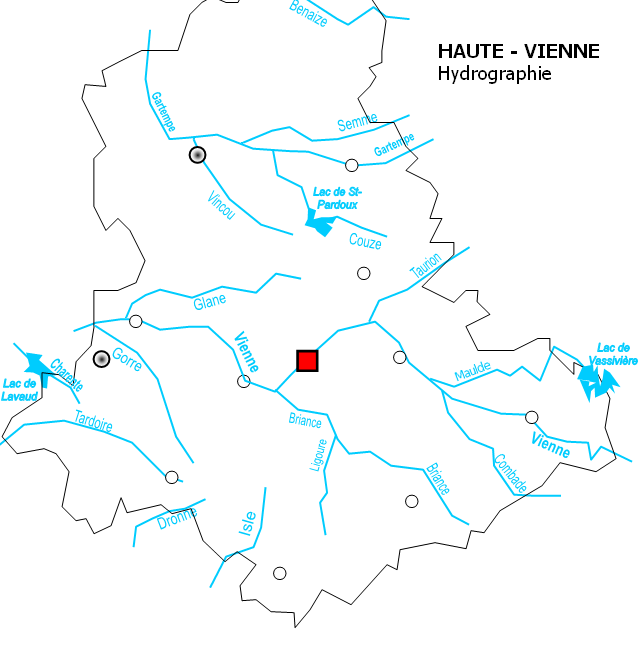
خريطة هيدروغرافية لفيين العليا.

  - تشمل جبال ليموزين وجبال لا مارش، وتغطي الأطراف الشرقية للإقليم (جبال أمبازاك في الشمال الشرقي، هضبة ميلافاش وجبل جارجان في الجنوب الشرقي)، ويمكن إضافة جبال بلوند في الشمال الغربي.
  - الحدود بين هذه المنطقة والمناطق الأخرى أحيانًا غير واضحة، نظرًا للتشابه بين التلال المنخفضة والقمم العالية.
  - يتراوح ارتفاعها بين 450 و795 متر.
  - تجمع حوالي 15,000 نسمة.
  - المدن الرئيسية: إيموتيير، أمبازاك.

## أعلام
- آني لو كلارك